# Mikrokosmos (Kryštof)
Mikrokosmos je třetí studiové album české hudební skupiny Kryštof. Vyšlo v roce 2004 na labelu Escape. Producentem alba byl Jan P. Muchow.
V době vydání bylo album považováno za úkrok od přímočařejšího popu předchozích nahrávek skupiny. Někteří recenzenti zmiňovali její posluchačskou náročnost, zároveň však čtenáře přesvědčovali, že se investice věnovaná poslechu desky bohatě vrátí.
Album bylo nahráno ve studiích Balance, Jámor, Sono, Studio Smečky a ve Studiu Soliv v Bratislavě; mícháno v červenci a v srpnu v Soundsquare Praha.
Album získalo cenu Anděl v kategorii Album roku - pop.

## Seznam skladeb
| pořadí | název        | hudba                           | text                                         |
| ------ | ------------ | ------------------------------- | -------------------------------------------- |
| 1      | Pan Sen      | Radovan Šťastný, Richard Krajčo | Nikolaj Anastasov Arichtev, Richard Krajčo   |
| 2      | Srdce        | Richard Krajčo                  | Richard Krajčo                               |
| 3      | Zrcadlení    | Richard Krajčo                  | Richard Krajčo                               |
| 4      | Sqěle        | Pavel Studník, Richard Krajčo   | Richard Krajčo                               |
| 5      | Tuning       | Richard Krajčo                  | Richard Krajčo                               |
| 6      | Vodné stočné | Radovan Šťastný, Richard Krajčo | Richard Krajčo                               |
| 7      | Motýlek      | Marek Slonina, Richard Krajčo   | Richard Krajčo                               |
| 8      | Stár         | Radovan Šťastný, Richard Krajčo | Evžen Hofmann, Jakub Dominik, Richard Krajčo |
| 9      | Brouci       | Pavel Studník                   | Richard Krajčo                               |
| 10     | Kruhy z duhy | Richard Krajčo                  | Richard Krajčo                               |

## Singly
- Srdce - píseň byla použita ve filmu Juraje Jakubiska Post Coitum (film, 2004)[4]
- Zrcadlení
- Sqěle

## Hosté
Na albu se kromě členů skupiny Kryštof podílela i řada hostů:
- Michal Ničík (piáno a klávesové nástroje)
- Jan P. Muchow (akustické a elektrické kytary, klávesové nástroje a další)
- Iva Frühlingová (zpěv)
- Ondřej Ježek (banjo, harmonium, drum operatér)
- Simona Vavrušková (vokál v Brouci)
- Július Horváth (1. housle v Stár)
- Róbert Lakatoš (viola)
- Eugen Prochác (violoncello)
- Monkey Orchestra (smyčce v Kruhy z duhy a Sqěle)

## Produkce
- Aranže smyčců: Michal Ničík, Richard Krajčo
- Dirigoval: Peter Mankovecký
- Koncertní mistr: Štefan Filas
- Produkce: Jan P. Muchow
- Nahráli: Jan P. Muchow, Ondřej Ježek, Petr Kovanda, Andrej Sloboda, Michael Hradiský
- Mix: Jan P. Muchow, Ondřej Ježek
- Mastering: Ondřej Ježek

## Turné
Turné odstartovalo 31. března 2005 v České Lípě a skončilo 27. května 2005 v Litvínově. Jako předkapela vystupovala na turné ústecká kapela UDG.
| Město             | Datum       | Místo konání                   |
| ----------------- | ----------- | ------------------------------ |
| Česká Lípa        | 31. 3. 2005 | Kulturní dům Krystal           |
| České Budějovice  | 2. 4. 2005  | Kulturní dům Vltava            |
| Hranice na Moravě | 8. 4. 2005  |                                |
| Plzeň             | 12. 4. 2005 | Sportovní hala Lokomotivy      |
| Krnov             | 15. 4. 2005 | Kofola klub                    |
| Brno              | 16. 4. 2005 | Kulturní dům Semilasso         |
| Olomouc           | 18. 4. 2005 | U klub                         |
| Praha             | 22. 4. 2005 |                                |
| Liberec           | 26. 4. 2005 | Kulturní dům                   |
| Jihlava           | 29. 4. 2005 | Sportovní hala na Březinkách   |
| Hradec Králové    | 6. 5. 2005  | Kulturní dům Střelnice - Aldis |
| Tábor             | 7. 5. 2005  | Klub Milenium                  |
| Toužim            | 13. 5. 2005 | Sokolovna                      |
| Písek             | 20. 5. 2005 | Letní kino                     |
| Ostrava           | 22. 5. 2005 | Porubská hala,                 |
| Litvínov          | 27. 5. 2005 | Areál Loučky                   |

## Koncerty
- 14. 6. – Kromě turné předskakovala kapela Kryštof v pražské Sazka Areně americkému hudebníkovi Mobymu.[6]
- 24.–25. 6. – Kryštof jako jeden z hostů pražského pivobraní.[7]

## Ocenění
Na cenách Akademie populární hudby získal Mikrokosmos ocenění album roku v kategorii pop.